# 태빈
태빈(본명: 임태빈, 1980년 5월 6일 ~ )은 대한민국의 힙합 그룹 원타임의 메인보컬이다. 예명 Danny로도 알려졌다. 2012년부터 미국에서 살고 있으며 결혼 후 득남하였다.

## 참여앨범

### 1TYM 앨범
1. One Time for Your Mind 1998년 11월
2. 2nd RoUnd 2000년 4월
3. Third Time Fo Yo' Mind!! 2001년 12월
4. Once N 4 All 2003년 11월
5. One Way 2005년 11월

## 수상 내역
- SBS 가요대전 힙합부문상 (2000년, 2002년)
- KMTV 가요대전 힙합부문상(2002년)
- KMTV 가요대전 최우수 힙합가수상
- 일간스포츠 골든 디스크 신인상
- 가요대전 신인상 및 본상 (이상 1998년)